# مقاطعة غرانت (إنديانا)
مقاطعة غرانت (بالإنجليزية: Grant County, Indiana)‏ هي إحدى مقاطعات ولاية إنديانا في الولايات المتحدة. تأسست سنة 1831، بلغ عدد سكانها 70061 نسمة في عام 2010 حسب إحصاء مكتب تعداد الولايات المتحدة وتصل الكثافة السكانية فيها 65.21 نسمة/كم2.

## أعلام
- ديفيد إل. باين

## وصلات خارجية
- United States Counties